# Ad Astra (film)
Ad Astra je americký sci-fi thriller režiséra Jamese Graye. Původně naplánovanou premiéru na 11. ledna 2019 filmové studio 20th Century Fox přesunulo na 20. září 2019.

## Děj
Otec vesmírného inženýra Roye McBridea (Brad Pitt) se před dvaceti lety vydal na jednosměrnou cestu k planetě Neptun. Cílem výpravy bylo vyhledat mimozemskou civilizaci. McBride cestuje na okraj sluneční soustavy v otcových stopách. Chtěl by svého otce (Tommy Lee Jones) najít a pochopit, proč jeho mise selhala. Při cestě začíná odhalovat tajemství, které ohrožuje přežití naší planety.

## Výroba
Režisér James Gray potvrdil své plány napsat a režírovat film Ad Astra během filmového festivalu v Cannes 12. května 2016. Gray tehdy také zmínil, že film má za cíl představit doposud „nejrealističtější zobrazení cestování ve vesmíru a ukázat, jak je k nám vesmír značně nepřátelský“. 10. dubna 2017 režisér James Gray potvrdil, že Brad Pitt bude hrát hlavní roli. V červnu 2017 se k hereckému obsazení připojil představitel Pittova ztraceného otce Tommy Lee Jones. Náročné natáčení filmu začalo už v polovině srpna 2017 v Santa Clarita v Kalifornii.